# Festival di Sanremo 1989
Il trentanovesimo Festival di Sanremo si svolse al teatro Ariston di Sanremo dal 21 al 25 febbraio 1989 con la conduzione di Rosita Celentano, Paola Dominguín, Danny Quinn e Gianmarco Tognazzi (soprannominati dai media i figli d'arte per la fama dei loro genitori), con Kay Sandvick e Clare Ann Matz in collegamento dal PalaBarilla.
I progetti degli organizzatori, in origine, prevedevano che la conduzione fosse affidata a Renato Pozzetto mentre i figli d'arte avrebbero dovuto fungere da suoi valletti, ma l'attore si ritirò poco prima dell'inizio della kermesse canora; dopo gli ulteriori rifiuti di Pippo Baudo, Enrico Montesano, Renzo Arbore e Loretta Goggi (che declinarono la proposta considerato il poco tempo a disposizione per prepararsi adeguatamente alla kermesse), l'organizzazione decise allora di ricorrere direttamente ai quattro giovani, i quali si videro improvvisamente promossi al ruolo di conduttori principali. La conduzione dei quattro, all'epoca quasi del tutto privi di esperienze pregresse nella presentazione televisiva, si rivelò particolarmente sfortunata: essi, infatti, si resero involontariamente protagonisti di gaffe e lapsus linguistici a quasi ogni annuncio, attirandosi unanimi critiche negative e addirittura la fama di peggiori conduttori nella storia del Festival. Avrebbe dovuto far parte del cast di presentatori anche un quinto figlio d'arte, Christian De Sica, che però rifiutò.
L'edizione vide il passaggio di consegne dell'organizzazione dell'evento dalla Publispei alla O.A.I. di Adriano Aragozzini, che presentò un progetto innovativo per il rilancio della kermesse, includente un lungo tour mondiale di promozione denominato Sanremo in the World. Fu anche l'ultima edizione in cui i voti per la classifica finale vennero abbinati al concorso Totip.
A movimentare le serate contribuirono gli interventi comici ad opera di Beppe Grillo (già co-conduttore dell'edizione del 1978) e del Trio (questi ultimi avevano già ricoperto tale ruolo nelle edizioni del 1986 e 1987): il primo ricevette qualche querela, i secondi (per via di uno sketch a tema religioso giudicato blasfemo) suscitarono vive proteste da parte del mondo cattolico, tra cui Radio Vaticana, L'Osservatore Romano nonché alcuni parlamentari della DC. Altri interventi esterni videro protagonisti Valerio Merola, Feliciana Iaccio, Monica Leofreddi, Gigi Marzullo e una giovanissima e pressoché sconosciuta Maria Grazia Cucinotta.
Il Festival fu preceduto da una manifestazione, svoltasi al Teatro del Casinò tra il 15 e il 17 febbraio, interamente dedicata agli Emergenti (una sezione intermedia tra Campioni e Nuovi, creata appositamente per quest'edizione e destinata a non avere seguito negli anni successivi) e riservata ad artisti con almeno uno o due album pubblicati ma non considerati pienamente affermati: s'intitolava Aspettando Sanremo, fu trasmessa in diretta su Rai Uno e condotta da Claudio Lippi. Tra i 32 candidati, 8 furono ammessi a concorrere al Festival, dove dopo la prima esecuzione sarebbero stati ridotti a 4 per poi decretare il brano vincitore.
L'edizione fu vinta da Anna Oxa e Fausto Leali con il brano Ti lascerò per la sezione Campioni, da Paola Turci con il brano Bambini per la sezione Emergenti e da Mietta con il brano Canzoni per la sezione Nuovi.
Molto successo riscosse anche Almeno tu nell'universo di Mia Martini, la quale grazie a questo brano tornò a esibirsi davanti al grande pubblico dopo un lungo periodo d'ostracismo da parte dell'ambiente musicale italiano, a causa delle dicerie che ritenevano che la cantante portasse sfortuna. Il brano ebbe un grande successo di vendite e vinse anche il Premio della critica.
L'edizione vide anche la presenza per la prima volta di un deputato (Gino Paoli, eletto nel 1987 nelle liste del PCI).
Con il 75,43% di share, la finale di quest'edizione è la terza più vista di sempre, preceduta da quelle del 1987 (77,50%) e del 1990 (76,26%).

## Partecipanti

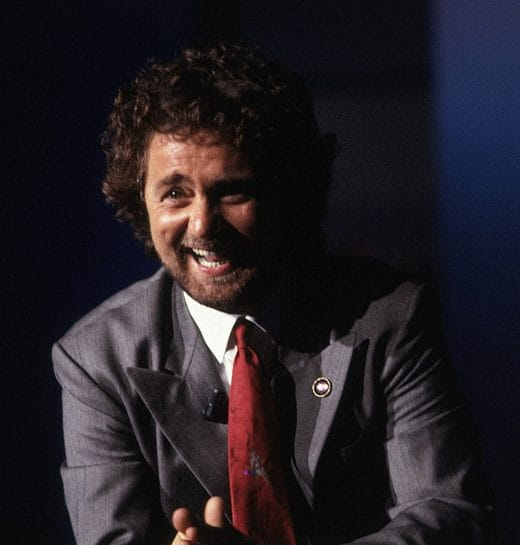
Beppe Grillo al Festival di Sanremo 1989.

### Sezione Campioni

L'esibizione di Mia Martini

| Interprete                   | Ultime partecipazioni al Festival |
| ---------------------------- | --------------------------------- |
| Al Bano e Romina Power       | 1987                              |
| Anna Oxa e Fausto Leali      | 1988                              |
| Dori Ghezzi                  | 1987                              |
| Eduardo De Crescenzo         | 1987                              |
| Enzo Jannacci                | Esordiente                        |
| Fiordaliso e Claudio Cabrini | 1988                              |
| Francesco Salvi              | Esordiente                        |
| Fred Bongusto                | 1986                              |
| Gigi Sabani                  | Esordiente                        |
| Gigliola Cinquetti           | 1985                              |
| Gino Paoli                   | 1966                              |
| Jovanotti                    | Esordiente                        |
| Marisa Laurito               | Esordiente                        |
| Mia Martini                  | 1982                              |
| Ornella Vanoni               | 1970                              |
| Peppino di Capri             | 1988                              |
| Raf                          | 1988                              |
| Renato Carosone              | Esordiente                        |
| Riccardo Fogli               | 1985                              |
| Ricchi e Poveri              | 1988                              |
| Rossana Casale               | 1987                              |
| Sergio Caputo                | 1987                              |
| Toto Cutugno                 | 1988                              |
| Tullio De Piscopo            | 1988                              |

### Sezione Emergenti
| Interprete        | Ultime partecipazioni al Festival |
| ----------------- | --------------------------------- |
| Aida Cooper       | Esordiente                        |
| Aleandro Baldi    | 1986 (tra le Nuove Proposte)      |
| Gepy & Gepy       | Esordiente                        |
| Marina Arcangeli  | Esordiente                        |
| Paola Turci       | 1988 (tra le Nuove Proposte)      |
| Santarosa         | Esordienti                        |
| Stefano Borgia    | 1985 (tra le Nuove Proposte)      |
| Steve Rogers Band | Esordienti                        |

### Sezione Nuovi

I presentatori del Festival, da sinistra Gianmarco Tognazzi, Paola Dominguín, Rosita Celentano e Danny Quinn

| Interprete                   | Ultime partecipazioni al Festival       |
| ---------------------------- | --------------------------------------- |
| Aida Satta Flores            | 1986                                    |
| Antonio Murro                | Esordiente                              |
| Brigitta e Benedicta Boccoli | Esordienti                              |
| Elite                        | Esordienti                              |
| Franco Fasano                | 1981 (tra i Big)                        |
| Gianluca Guidi               | Esordiente                              |
| Gitano                       | Esordiente                              |
| Gloria Nuti                  | 1979 (come membro degli Ayx, tra i Big) |
| Jo Chiarello                 | 1981 (tra i Big)                        |
| Ladri di Biciclette          | Esordienti                              |
| Meccano                      | 1986                                    |
| Mietta                       | 1988 (tra le Nuove Proposte)            |
| Sharks                       | Esordienti                              |
| Stefania La Fauci            | 1988                                    |
| Stefano Ruffini              | 1988                                    |
| Valentini                    | 1985 (con il nome di Antonio Valentini) |

## Classifica, canzoni e cantanti

### Sezione Campioni
Classifica finale dei Campioni fatta con i voti abbinati al concorso Totip.
| Posizione | Interprete                     | Canzone                     | Autori                                                      | Voti ricevuti |
| --------- | ------------------------------ | --------------------------- | ----------------------------------------------------------- | ------------- |
| 1º        | Anna Oxa e Fausto Leali        | Ti lascerò                  | G. Fasano, F. Leali, F. Ciani, F. Berlincioni e S. Bardotti | 5.851.574     |
| 2º        | Toto Cutugno                   | Le mamme                    | T. Cutugno e S. Borgia                                      | 1.969.704     |
| 3º        | Al Bano e Romina Power         | Cara terra mia              | A. Carrisi, R. Power e V. Pallavicini                       | 1.188.172     |
| 4º        | Riccardo Fogli                 | Non finisce così            | Laurex, M. Patrignani, C. Cofani e F. Evangelisti           | 985.291       |
| 5°        | Jovanotti                      | Vasco                       | C. Cecchetto, L. Cherubini, L. Cersosimo                    | 932.746       |
| 6°        | Fiordaliso con Claudio Cabrini | Se non avessi te            | T. Cutugno                                                  | 907.979       |
| 7°        | Francesco Salvi                | Esatto!                     | F. Salvi, S. Melloni e M. Natale                            | 869.662       |
| 8°        | Ricchi e Poveri                | Chi voglio sei tu           | P. Cassano e A. Cogliati                                    | 681.179       |
| 9°        | Mia Martini                    | Almeno tu nell'universo     | B. Lauzi e M. Fabrizio                                      | 651.484       |
| 10°       | Ornella Vanoni                 | Io come farò                | M. Pagani, G. Paoli e S. Bardotti                           | 589.356       |
| 11°       | Peppino di Capri               | Il mio pianoforte           | R. Fiorillo, M. Di Francia e G. Faiella                     | 570.706       |
| 12°       | Marisa Laurito                 | Il babà è una cosa seria    | S. Palomba e E. Alfieri                                     | 562.897       |
| 13°       | Gino Paoli                     | Questa volta no             | P. Penzo e G. Paoli                                         | 513.108       |
| 14°       | Renato Carosone                | Na canzuncella doce doce    | C. Mattone                                                  | 411.254       |
| 15°       | Raf                            | Cosa resterà degli anni '80 | G. Bigazzi, G. Dati e R. Riefoli                            | 404.277       |
| 16°       | Dori Ghezzi                    | Il cuore delle donne        | M. Paoluzzi, O. Avogadro e R. Ferri                         | 386.944       |
| 17°       | Enzo Jannacci                  | Se me lo dicevi prima       | E. Jannacci e M. Bassi                                      | 357.446       |
| 18°       | Gigliola Cinquetti             | Ciao                        | Gepy & Gepy, M. Governi e R. Russo                          | 347.680       |
| 19°       | Rossana Casale                 | A che servono gli dei       | M. Fabrizio e G. Morra                                      | 322.973       |
| 20°       | Tullio De Piscopo              | E allora e allora           | M. Capuano, G. Capuano e T. De Piscopo                      | 278.456       |
| 21°       | Eduardo De Crescenzo           | Come mi vuoi                | M. G. Nava e E. De Crescenzo                                | 243.403       |
| 22°       | Fred Bongusto                  | Scusa                       | F. Bongusto, E. Campassi e S. Iodice                        | 214.071       |
| 23°       | Gigi Sabani                    | La fine del mondo           | T. Cutugno, G. Fasano e Depsa                               | 128.730       |
| 24°       | Sergio Caputo                  | Rifarsi una vita            | S. Caputo                                                   | 112.822       |

### Sezione Emergenti
| Posizione | Interprete        | Canzone           | Autori                              | Voti ricevuti |
| --------- | ----------------- | ----------------- | ----------------------------------- | ------------- |
| 1º        | Paola Turci       | Bambini           | R. Righini e A. Rizzo               | 1.732         |
| 2º        | Stefano Borgia    | Sei tu            | T. Cutugno e S. Borgia              | 1.565         |
| 3º        | Aleandro Baldi    | E sia così        | A. Civai                            | 1.345         |
| 4º        | Gepy & Gepy       | Per lei           | Sergepy                             | 789           |
| NF        | Santarosa         | Gli anni migliori | F. Berlincioni e D. Baldan Bembo    |               |
| NF        | Marina Arcangeli  | Il poeta          | M. Luberti                          |               |
| NF        | Aida Cooper       | Questa pappa      | A. Salerno, M. Capuano e G. Capuano |               |
| NF        | Steve Rogers Band | Uno di noi        | M. Riva e M. Solieri                |               |

### Sezione Nuovi
| Posizione | Interprete                   | Canzone                           | Autori                                                           | Voti ricevuti |
| --------- | ---------------------------- | --------------------------------- | ---------------------------------------------------------------- | ------------- |
| 1º        | Mietta                       | Canzoni                           | A. Minghi e P. Panella                                           | 3.022         |
| 2º        | Jo Chiarello                 | Io e il cielo                     | Eliop e A. Cheli                                                 | 2.565         |
| 3º        | Franco Fasano                | E quel giorno non mi perderai più | F. Berlincioni e G. Fasano                                       | 2.122         |
| 4º        | Gitano                       | Pelle di luna                     | D. Vuolo Famiglietti, M. Reitano, A. Fusco e G. Reitano          | 1.250         |
| SF        | Gianluca Guidi               | Amore è                           | A. Testa e A. Martelli                                           |               |
| SF        | Aida Satta Flores            | Certi uomini                      | A. Satta Flores                                                  |               |
| SF        | Elite                        | Se                                | M. Bettalico e G. P. Compagnoni                                  |               |
| SF        | Stefano Ruffini              | Si chiama Hélène                  | G. Di Michele e M. Luberti                                       |               |
| NF        | Antonio Murro                | 'A paura                          | V. Mercurio                                                      |               |
| NF        | Gloria Nuti                  | Bastardo                          | R. Casini e G. Nuti                                              |               |
| NF        | Valentini                    | Bocca di fragola                  | A. Valentini                                                     |               |
| NF        | Ladri di Biciclette          | Ladri di biciclette               | P. Belli                                                         |               |
| NF        | Meccano                      | Le ragazze come me                | E. Aldrighetti, W. Bassani e Ierovante                           |               |
| NF        | Brigitta e Benedicta Boccoli | Stella                            | M. Bonsanto, R. Rossi e Jovanotti                                |               |
| NF        | Sharks                       | Tentazioni                        | D. Fochi, V. Rossi, F. Palermo, M. Palermo, F. Di Foggia e A. Ge |               |
| NF        | Stefania La Fauci            | Tutti i cuori sensibili           | E. Sinni e S. La Fauci                                           |               |

## Regolamento
Una interpretazione per brano.
- 1ª serata: 12 Campioni (tutti in finale) + 8 Nuovi (4 in semi-finale) + 4 Emergenti (2 in finale)
- 2ª serata: 12 Campioni (tutti in finale) + 8 Nuovi (4 in semi-finale) + 4 Emergenti (2 in finale)
- 3ª serata: 24 Campioni (ripropongono il loro brano in 2 minuti) + 8 Nuovi qualificati (tutti in finale) + 4 Emergenti (proclamazione vincitore)
- 4ª serata: 24 Campioni (ripropongono il loro brano in 2 minuti) + 8 Nuovi qualificati (proclamazione vincitore)
- 5ª serata: 24 Campioni (proclamazione vincitore)

## Ascolti
| Data        | Orario      | Telespettatori | Share  |
| ----------- | ----------- | -------------- | ------ |
| 21 febbraio | 20.38-23.31 | 17.000.000     | 65,68% |
| 22 febbraio | 20.42-23.16 | 17.000.000     | 65,14% |
| 23 febbraio | 20.45-00.44 | 12.300.000     | 61,51% |
| 24 febbraio | 20.42-00.31 | 12.800.000     | 62,93% |
| 25 febbraio | 20.30-01.39 | 15.900.000     | 75,43% |

## Premi

Le vincitrici del Premio della Critica dell'edizione; da sinistra: Mietta per la categoria Nuovi con Canzoni, Mia Martini per i Campioni con Almeno tu nell'universo e Paola Turci per gli Emergenti con Bambini.

- Premio della Critica sezione Campioni: Mia Martini con Almeno tu nell'universo
- Premio della Critica sezione Emergenti: Paola Turci con Bambini
- Premio della Critica sezione Nuovi: Mietta con Canzoni

## Esclusi
Fra i cantanti non ammessi a partecipare nella sezione Campioni vi sono: Giuni Russo (con Morirò d'amore), Mino Reitano, Sabrina Salerno, Rita Pavone (con Donne ferme, donne che camminano), Banco del Mutuo Soccorso, New Trolls, Amedeo Minghi, Andrea Mingardi, Giampiero Artegiani, Grazia Di Michele, Marco Armani, Lena Biolcati e Charlie. 
Tra i 28 Emergenti preselezionati e non ammessi vi sono: Gilda Giuliani, Michele Pecora, Pino D'Angiò, Milk and Coffee, Goran Kuzminac, Luciano Rossi, Piero Cotto, Luca Sardella, Novecento, I Nuovi Angeli, Antonio Buonomo, Daiano, Mirella Felli, Luca Bonaffini, Alberto Solfrini, Marina Barone, Pamela Paris, Bravo, Ubaldo Fassio, Arion, Cimarosa, Grimm, Luciano Bruno, Carlo Alberto Cherubini, Paola Rose, Franco Calvia, Los Marineros, Mimmo Politanò.
Giorgio Gaber avrebbe espresso interesse a partecipare assieme a Enzo Jannacci, ma fu bloccato da un mal di schiena. I Future, vincitori nel 1988 della sezione Nuove proposte italiane, protestarono vibratamente per la loro esclusione: in occasione della premiazione dell'anno precedente il conduttore Miguel Bosé aveva dichiarato che il complesso avrebbe avuto accesso di diritto alla sezione Big nell'edizione successiva. Adriano Aragozzini, convocato dal gruppo davanti al pretore, si difese negando che i presentatori avessero una qualsiasi autorità nel dare simili garanzie.

## Piazzamenti in classifica dei singoli[7]
| Artista                 | Singolo                     | Italia (Massima posizione raggiunta) | Italia (Posizione annuale) |
| ----------------------- | --------------------------- | ------------------------------------ | -------------------------- |
| Anna Oxa e Fausto Leali | Ti lascerò                  | 3                                    | 20                         |
| Francesco Salvi         | Esatto                      | 1                                    | 6                          |
| Jovanotti               | Vasco                       | 2                                    | 11                         |
| Mia Martini             | Almeno tu nell'universo     | 4                                    | 32                         |
| Raf                     | Cosa resterà degli anni '80 | 6                                    | 39                         |
| Mietta                  | Canzoni                     | 7                                    | 35                         |
| Paola Turci             | Bambini                     | 8                                    | 50                         |
| Rossana Casale          | A che servono gli dei       | 8                                    | 52                         |
| Riccardo Fogli          | Non finisce così            | 9                                    | 95                         |
| Tullio de Piscopo       | E allora allora             | 10                                   | 64                         |
| Fiordaliso              | Se non avessi te            | 11                                   | 88                         |
| Toto Cutugno            | Le mamme                    | 12                                   | 92                         |
| Ricchi e Poveri         | Chi voglio sei tu           | 15                                   | 81                         |
| Enzo Jannacci           | Se me lo dicevi prima       | 15                                   | 99                         |
| Dori Ghezzi             | Il cuore delle donne        | 16                                   | -                          |
| Ladri di Biciclette     | Ladri di Biciclette         | 17                                   | -                          |

- N.B.: Per visualizzare la tabella ordinata secondo la posizione in classifica, cliccare sul simbolo accanto a Massima posizione raggiunta o a Posizione annuale.

## Compilation
- Sanremo 89
- Speciale Sanremo 89
- Sanremo 89 International

## Orchestra
Non fu presente alcuna orchestra: gli artisti cantarono dal vivo su basi musicali pre-registrate. Fece eccezione Gino Paoli, il quale, nella serata finale, esibendosi per ultimo, eseguì la sua canzone Questa volta no con i propri musicisti al seguito (l'arrangiamento acustico prevedeva solamente un pianoforte, una chitarra, un basso e un sax). Quest'esecuzione fece da premessa al ritorno dell'orchestra, che si sarebbe concretizzato dall'anno seguente e che fu già argomento di discussione durante i giorni di questa trentanovesima edizione.

## Sigla
Domenico Modugno - Piove (nel trentennale della sua vittoria al Festival).

## Ospiti serate
Durante quest'edizione, gli ospiti stranieri si esibirono soltanto durante le ultime tre serate presso il PalaBarilla. Furono:
- Enya - Orinoco Flow
- Ivana Spagna - Let me (Say I love you)

Terza serata: 
- Chico Buarque - A Rita, Samba Do Grande Amor
- Roachford - Cuddly Toy
- Vanessa Paradis - Marilyn & John
- Bros - When Will I Be Famous?
- Sandie Shaw - Nothing Less Than Brilliant
- Ofra Haza - Eshal
- Boy George - Don't Take My Mind on a Trip
- Johnny Clegg - Asimbonanga (Mandela)
- Nick Kamen - Don't Hold Out
- Cliff Richard - Some People
- Elton John (si esibì al Teatro Ariston) - A Word in Spanish

Quarta serata: 
- Toni Childs - Zimbabwe
- Papa Winnie - Rootsie and Boopsie
- Little Steven - Revolution
- Tanita Tikaram - Twist in My Sobriety
- Simply Red - It's Only Love
- Tracy Spencer - Imagine
- Tuck & Patti - Time After Time
- Ray Charles e Dee Dee Bridgewater (si esibirono al Teatro Ariston) - Till the Next... Somewhere

Quinta serata:
- Europe - Let the Good Times Rock
- Elton John - Candle in the Wind, I Don't Wanna Go on with You like That
- Cliff Richard - Some People
- Simply Red - It's Only Love
- Depeche Mode - Everything Counts
- Kim Wilde - You Came
- Joan Manuel Serrat - Mediterráneo, Non faccio altro che pensare a te
- Little Steven - Revolution
- Yazz - Stand Up for Your Love Rights
- Toni Childs - Don't walk away
- Papa Winnie - Rootsie and Boopsie
- Boy George - Don't Take My Mind on a Trip
- Charles Aznavour (si esibì al Teatro Ariston) - Momenti sì, momenti no